# 大宅壮一
大宅壮一（1900年9月13日—1970年11月22日）是一位日本作家。

## 生平
1900年出生于大阪府三岛郡富田村，1919年进入旧制第三高等学校（现京都大学），1922年进入东京帝国大学文学部，並担任岩仓高等学校夜校英语教师。
1937年被派遣到南京保卫战前线，担任随军记者，1941年太平洋战争爆发，又被派到爪哇岛担任海军宣传队，同时前往的还有大木惇夫、横山隆一。第二次世界大战结束后恢复写作。
1970年11月22日在东京女子医科大学医院逝世，享年70岁。现有大宅壮一非虚构文学奖纪念。

## 家庭
妻子是大宅壮一文库理事长大宅昌，长子是日本作家大宅步，三女是日本评论家大宅映子。